# كاريل تهيجس
كاريل تهيجس هو دراج بلجيكي، ولد في 5 مايو 1918 في Aartselaar ‏ في بلجيكا، وتوفي بنفس المكان في 5 مارس 1990.

## وصلات خارجية
- كاريل تهيجس على موقع أرشيف الدراجات (الإنجليزية)
- كاريل تهيجس على موقع إحصائيات الدراجات الإحترافية (الإنجليزية)
- كاريل تهيجس على موقع CycleBase (الإنجليزية)